# Саурлејк (Тексас)
Саурлејк (енгл. Sour Lake) град је у америчкој савезној држави Тексас. По попису становништва из 2010. у њему је живело 1.813 становника.

## Демографија
Према попису становништва из 2010. у граду је живело 1.813 становника, што је 146 (8,8%) становника више него 2000. године.
| Група             | 2000.         | 2010.         |
| Белци             | 1.544 (92,6%) | 1.630 (89,9%) |
| Афроамериканци    | 53 (3,2%)     | 42 (2,3%)     |
| Азијати           | 7 (0,4%)      | 16 (0,9%)     |
| Хиспаноамериканци | 50 (3,0%)     | 92 (5,1%)     |
| Укупно            | 1.667         | 1.813         |